# Pizza Deliverance
Pizza Deliverance è il secondo album in studio del gruppo musicale statunitense Drive-By Truckers, pubblicato nel 1999.

## Tracce
1. Bulldozers and Dirt – 4:29
2. Nine Bullets – 4:05
3. Uncle Frank – 5:29
4. Too Much Sex (Too Little Jesus) – 3:16
5. Box of Spiders – 3:30
6. One of These Days – 5:15
7. Margo and Harold – 4:51
8. The Company I Keep – 7:02
9. The President's Penis Is Missing – 4:12
10. Tales Facing Up – 5:03
11. Love Like This – 5:23
12. Mrs. Dubose – 5:40
13. Zoloft – 3:17
14. The Night G.G. Allin Came to Town – 4:50

## Formazione
- Mike Cooley – chitarra, banjo, bassp, armonica, voce
- Patterson Hood – chitarra, mandolino, basso, voce
- Rob Malone – chitarra, basso, voce
- Matt Lane – batteria